# Valle de Guerra
Valle de Guerra es una entidad de población del municipio de San Cristóbal de La Laguna, en la isla de Tenerife —Canarias, España—.
Administrativamente se incluye en la Zona 5 del municipio.
Junto con Bajamar, Tejina y Punta del Hidalgo constituye una pequeña comarca, denominada como comarca Nordeste.

## Toponimia
El nombre de esta población proviene del apellido de Hernán Guerra y Hernando Esteban —llamado más tarde Fernán Guerra—, quienes heredaron a medias el valle de su primo, el conquistador Lope Fernández.

## Características
Se encuentra situado en el valle homónimo, a unos quince kilómetros al noroeste de la capital municipal y a una altitud media de 220 m s. n. m.
Valle de Guerra cuenta con los centros de enseñanza: El CEIP Lope de Guerra, CEIP Ayatimas, el IES Valle de Guerra; la sede del Instituto Canario de Investigaciones Agrarias (ICIA), una oficina de Correos, farmacias, una sucursal bancaria, gasolineras, un centro médico, varias plazas públicas y parques infantiles, un pabellón de deportes, una tenencia de alcaldía, la iglesia de Nuestra Señora del Rosario, una ermita dedicada a San Roque, el centro cultural Némesis, comercios, bares y restaurantes. Aquí se encuentra también la conocida como Casa de Carta, donde se ubica el Museo de Antropología de Tenerife, así como varios establecimientos de turismo rural.

### Clima
El valle posee unas temperaturas muy suaves, comprendidas entre los 12 y 14 grados centígrados la media mínima, y 25-26 grados la media máxima. Las lluvias de invierno oscilan entre los 300 ml/m² en la costa y 500 ml/m² en las zonas más altas.[cita requerida]

## Historia

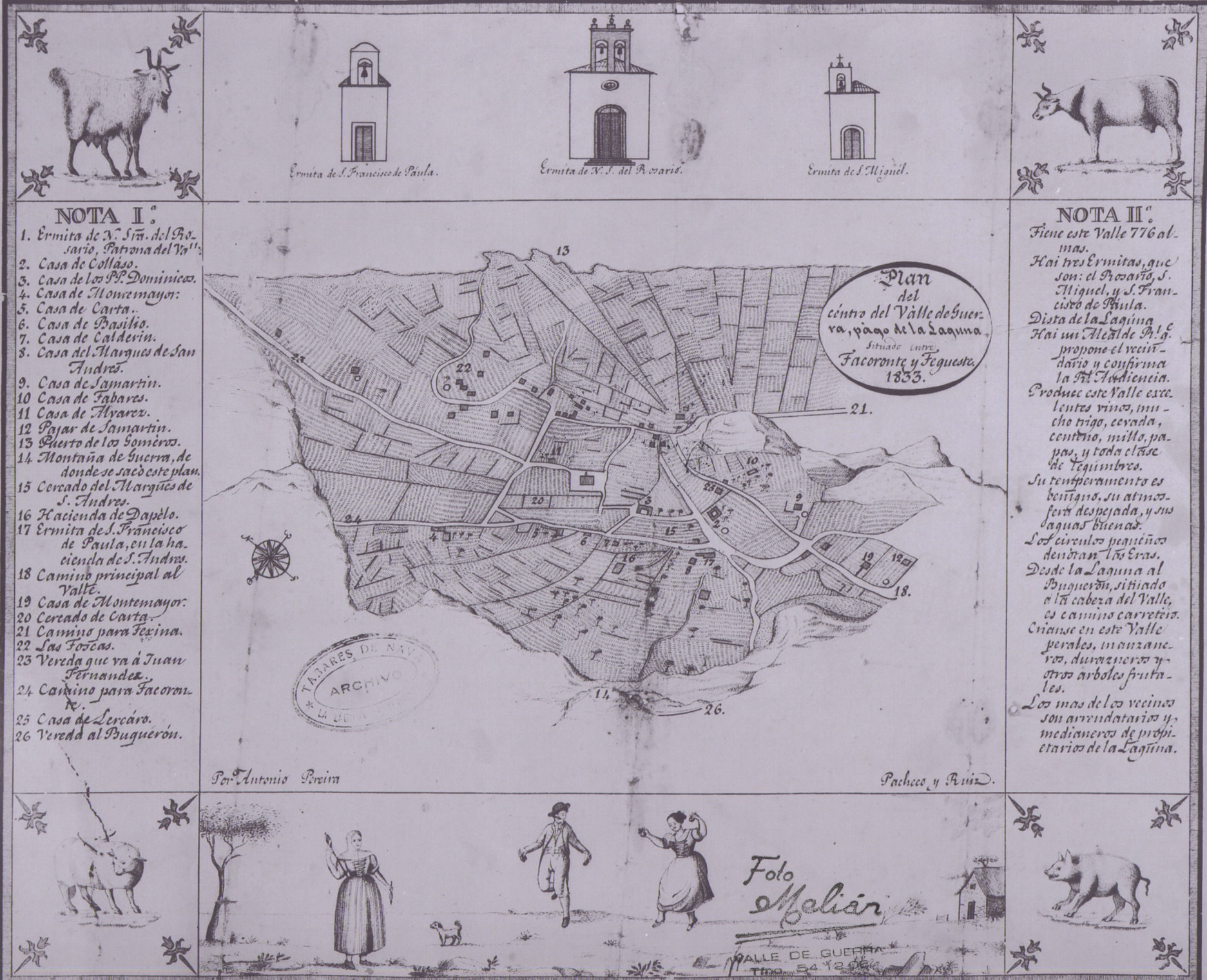
Mapa de Valle de Guerra realizado por D. Antonio Pereira en el año 1833, cuyo original se encuentra en el museo Tabares de Nava de La Laguna.

Antes de la llegada de los conquistadores castellanos, la zona que se conoce como Valle de Guerra se encontraba habitada por los guanches, tal como demuestran los restos arqueológicos encontrados en diversos puntos de la localidad, siendo los más conocidos los provenientes de las cuevas de El Calabazo, en las laderas costeras del valle.
El valle le fue concedido al conquistador Lope Fernández por el capitán de la conquista Alonso Fernández de Lugo el 20 de septiembre de 1498, tomando entonces el nombre de su familia y levantando allí Lope en su piedad la ermita de San Francisco de Paula.
Valle de Guerra contó con alcalde de lugar al menos desde el siglo xvii, convirtiéndose en municipio independiente al amparo de la Constitución de Cádiz en 1812, aunque no sería hasta 1836 cuando el término quede definitivamente consolidado tras las alternancias entre gobiernos constitucionales y absolutistas de la primera mitad del siglo, y de la desaparición del régimen municipal único que había sido instaurado desde la conquista. El territorio de Valle de Guerra abarcaba entonces desde la costa hasta la cumbre, lindando con los municipios de El Rosario, Tacoronte, La Laguna y Tegueste, y comprendiendo dentro de su jurisdicción pagos como Guamasa, El Ortigal o Cruz Chica. En 1846 es agregado finalmente al municipio de San Cristóbal de La Laguna.
Pascual Madoz, en su Diccionario, descibría el antiguo término municipal de Valle de Guerra hacia mitad del siglo xix de la siguiente manera:

VALLE DE GUERRA. Lugar con ayuntamiento en la isla y diócesis de Tenerife, (...) partido judicial de la Laguna, de cuyo punto dista una legua (...). SITUADO en un valle distante una legua de la Laguna y rodeado de huertas y viñas; los vientos que mas reinan son los del SE, y su CLIMA es templado y saludable. Tiene unas 200 CASAS diseminadas por todo el término, pequeñas y de malísimo gusto; una fuente de buena agua de la que se surten los vecinos, y una escuela pública dotada con 4,600 reales de fondos de arbitrios, a la que concurren de 10 a 50 niños; carece de parroquia y sus habitantes asisten a la de la Concepción de la ciudad de la Laguna. Confina el TÉRMINO con la jurisdicción de Tegueste, Tegina, la Laguna y con el mar; el TERRENO, aunque de secano, es de bastante buena calidad, por el cual cruza un CAMINO que conduce a la ciudad de la Laguna y se halla en buen estado; la CORRESPONDENCIA se recibe de este punto por balijero. PRODUCCIÓN: trigo, maíz, patatas, legumbres, vino y frutas; se cría un poco de ganado de cerda, y se mantiene el de labor preciso para el cultivo de la agricultura, única INDUSTRIA que se conoce; hay caza de conejos, perdices y palomas. POBLACIÓN: 269 vecinos, 1,258 almas ...
Pascual Madoz, 1849.

## Demografía
| Año        | 2000 | 2001 | 2002 | 2003 | 2004 | 2005 | 2006 | 2007 | 2008 | 2009 | 2010 | 2011 | 2012 | 2013 | 2014 | 2015 | 2016 | 2017 | 2018 | 2019 | 2020 |
| Habitantes | 5709 | 5885 | 5899 | 5803 | 5847 | 5897 | 5886 | 5948 | 6054 | 6129 | 6166 | 6150 | 6105 | 6056 | 6047 | 6007 | 5963 | 5950 | 5940 | 5879 | 5910 |

## Administración política
La corporación municipal desde las elecciones municipales de 2023 está formada por 10 concejales del Partido Socialista Obrero Español, 8 de Coalición Canaria-Partido Nacionalista Canario, 3 del Partido Popular, 3 de Unidas se puede, 2 de VOX y 2 de Drago Verdes Canarias. Actualmente, un pacto del Partido Socialista Obrero Español con Coalición Canaria-PNC gobierna en el municipio, con Luis Yeray Gutiérrez Pérez (PSOE) como alcalde-presidente del mismo.

## Economía
La economía de Valle de Guerra ha estado históricamente fundamentada en la agricultura, con cultivos de plátanos, flores, papas y viñas, mayormente.

## Patrimonio
La localidad cuenta con varios espacios declarados Bien de Interés Cultural.
Con la categoría de Zona Arqueológica fue declarada en 2005 una zona costera próxima al enclave de La Barranquera, con restos arqueológicos de la cultura guanche como cuevas sepulcrales y de habitación, un conchero disperso y un área de taller con material lítico y cerámico.
La Casa de Carta, declarada en la categoría de Monumento en 2006, perteneció a la hacienda de los Guerra, y fue adquirida por el capitán Matías Rodríguez Carta el 14 de febrero de 1726 por compra a los descendientes de Lope Fernández de Guerra en 180 reales de tributo perpetuo al mayorazgo de Guerra. La hacienda se componía de una suerte de viña de vidueño y alguna malvasía, de doce fanegadas y un almud, con su casa y bodega, lagar, cisterna, casa de mayordomo y de estila.[cita requerida]

## Fiestas
En el mes de octubre tienen lugar las fiestas de la Virgen del Rosario, celebrándose la tradicional Librea de Valle de Guerra, declarada Bien de Interés Cultural con categoría de ámbito local. Se trata de una representación inspirada en la histórica batalla de Lepanto. La Librea contempla dos aspectos diferenciados, pero a su vez complementarios: el desfile de los barcos de la Virgen y la representación de la batalla naval con su preámbulo de relato de acontecimientos históricos, albergando miles de espectadores en la plaza de la iglesia.
La Librea se ha popularizado de manera exponencial en la última década. De esta manera, se trata de una representación con más de 400 años de historia que atrae la atención no solo de la población local, sino también de otras regiones de la isla e incluso de los medios regionales por su historia.
La segunda fiesta más importante del pueblo, pero quizás la de mayor participación ciudadana, es la dedicada a San Isidro Labrador y Santa María de la Cabeza. Se celebra una tradicional y popular romería, considerada la tercera más antigua de Tenerife.[cita requerida]

## Comunicaciones
Se accede a Valle de Guerra principalmente a través de la carretera Tejina-Tacoronte TF-16 y de la carretera de El Boquerón TF-156.

### Transporte público

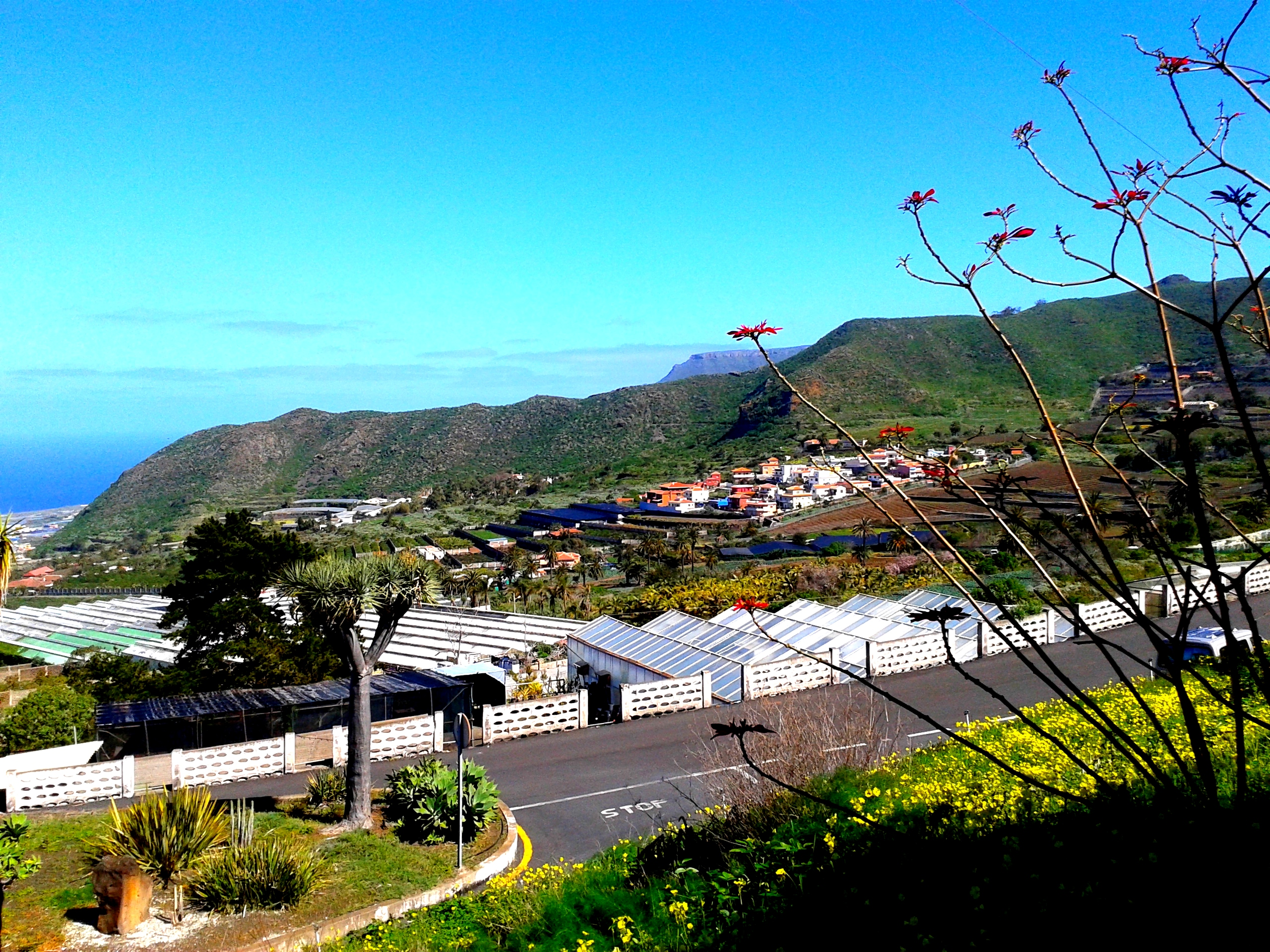
Vista de Valle de Guerra desde las instalaciones del Instituto Canario de Investigaciones Agrarias.

En el barrio se encuentra una parada de taxi en la carretera Tejina-Tacoronte.
En guagua queda conectado mediante las siguientes líneas de TITSA: 
| Línea | Trayecto                                                                 | Recorrido |
| ----- | ------------------------------------------------------------------------ | --------- |
| 051   | Circular La Laguna - Tejina - Tacoronte - La Laguna                      | Recorrido |
| 057   | Circular La Laguna - Tejina - Tacoronte - La Laguna                      | Recorrido |
| 224   | La Laguna - Valle de Guerra - Tejina por El Boquerón - Punta del Hidalgo | Recorrido |
| 253   | La Laguna - Guamasa - Garimba                                            | Recorrido |

## Lugares de interés
- Casa rural Finca Garimba
- Casa rural Los Tilos
- Hotel Rural Costa Salada
- Instituto Canario de Investigaciones Agrarias
- Museo de Antropología de Tenerife Casa de Carta (BIC)
- Zona arqueológica de La Barranquera (BIC)